# Kira
Kira je grad u Ugandi, u regiji Central, distriktu Wakiso. Nalazi se sjeverno od glavnog grada Kampale i de facto je njeno predgrađe. Leži na 1200 metara nadmorske visine. Na jugu graniči s Viktorijinim jezerom.
Kira je godine 2008. imala 158.300 stanovnika.